# استپان آندرانیکیان
استپان خاچاطوری آندرانیکیان (ارمنی: Ստեփան Խաչատուրի Անդրանիկյան زاده ۲۰ اوت ۱۹۲۷ - درگذشته ۱۶ فوریهٔ ۲۰۱۷) یک کارگردان فیلم، نقاش اهل ارمنستان بود. 

## زندگی‌نامه
وی در ۲۰ اوت ۱۹۲۷ در مایکوپ به دنیا آمد و از آکادمی دولتی هنرهای زیبای ارمنستان و مؤسسه سینمایی گراسیموف فارغ‌التحصیل شد. وی عضو اتحادیه نقاشان ارمنستان بود. وی همچنین برندهٔ جوایزی همچون نقاش مردمی جمهوری ارمنستان، مدال طلای وزارت فرهنگ جمهوری ارمنستان و نقاش شایسته ارمنستان شوروی شده‌است. وی در ۱۶ فوریهٔ ۲۰۱۷ در سن ۸۹ سالگی در ایروان درگذشت.

## نگارخانه

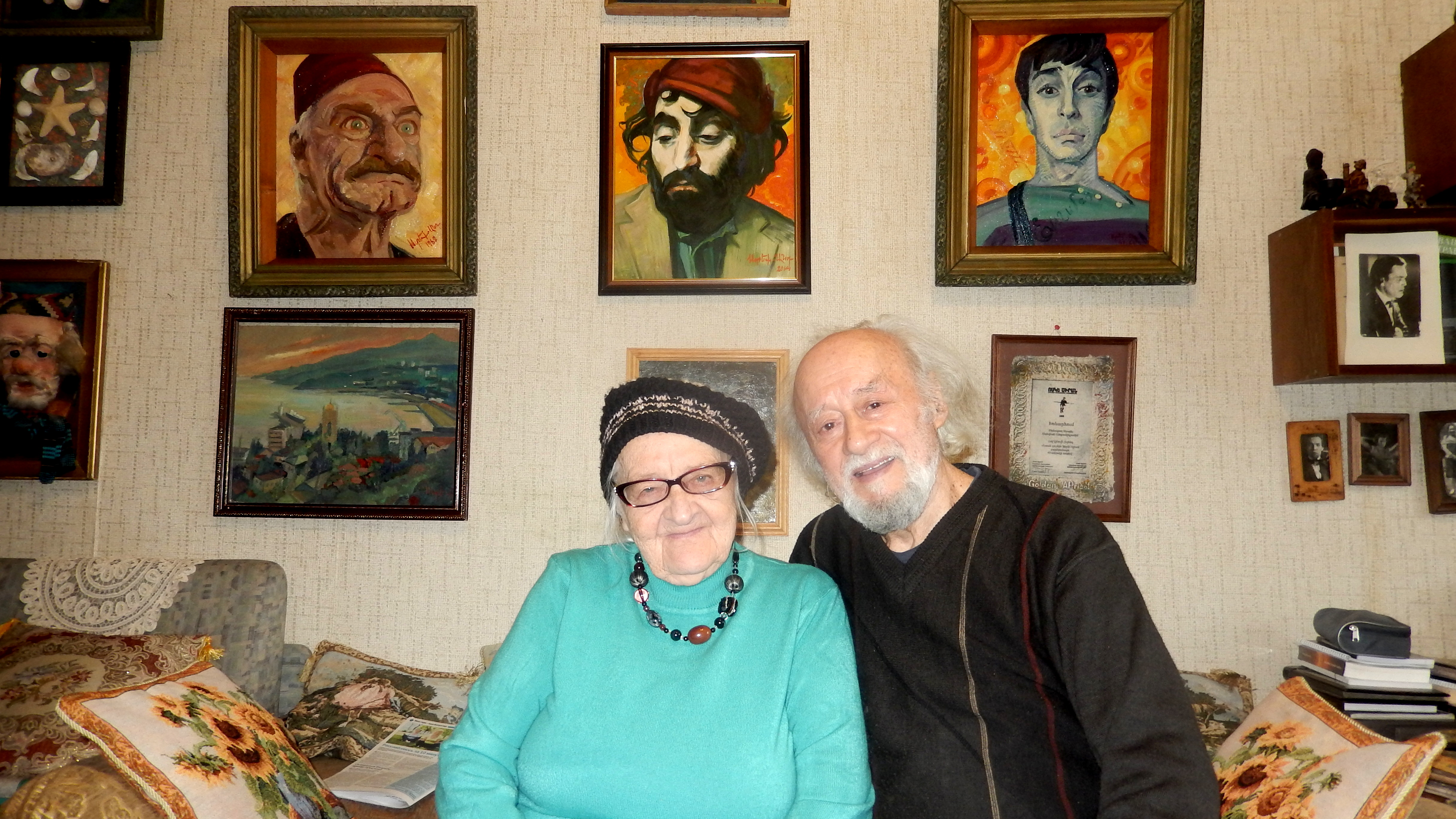

- پرونده:Ստեփան Անդրանիկյան.jpg